# 155083 Banneker
155083 Banneker è un asteroide della fascia principale. Scoperto nel 2005, presenta un'orbita caratterizzata da un semiasse maggiore pari a 2,8988231 UA e da un'eccentricità di 0,0989148, inclinata di 1,43053° rispetto all'eclittica.